# Constantin de Hohenzollern-Hechingen
Pour les autres membres de la famille, voir Maison de Hohenzollern.
Titre
Prince de Hohenzollern-Hechingen
13 septembre 1838 – 7 décembre 1849
(11 ans, 2 mois et 24 jours)
Constantin de Hohenzollern-Hechingen, (en allemand Friedrich Wilhelm Konstantin von Hohenzollern-Hechingen), né au château de Sagan le 16 février 1801, décédé au Château Polnisch Nettkow, près de Grünberg (province de Silésie) le 3 septembre 1869 est le dernier prince souverain de Hohenzollern-Hechingen de 1838 à 1849.

## Famille
Il est le fils unique de Frédéric de Hohenzollern-Hechingen et de Pauline de Sagan, princesse de Courlande.

### Mariages et postérité

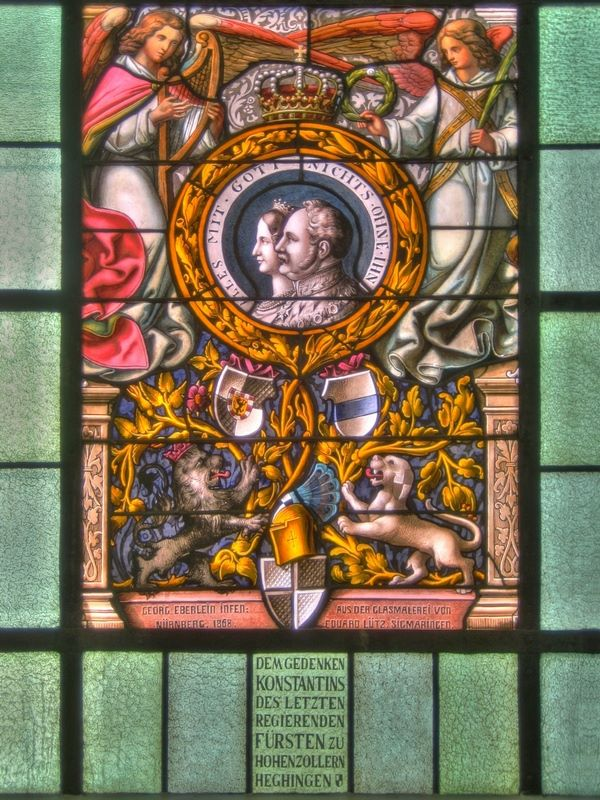
Constantin et Eugénie de Hohenzollern-Hechingen

Le 22 mai 1826 Constantin de Hohenzollern-Hechingen épouse Eugénie de Beauharnais, princesse de Leuchtenberg (Milan 23 décembre 1808 - Freudenstadt 1er septembre 1847, fille d'Eugène de Beauharnais, duc de Leuchtenberg et d'Augusta-Amélie de Bavière. Cette union est demeurée sans postérité.
Le 13 novembre 1850, à Görlitz, Constantin épouse morganatiquement Amélie Schenk von Geyern.
Trois enfants sont issus de cette union :
- Elisabeth (Löwenberg 13 février 1852 - Dresde 31 décembre 1914), mariée à deux reprises : d'abord en 1869 avec Arthur von Rosen (divorcés en 1878), puis en 1879 avec Jules von Lübtow.
- Frédéric (Löwenberg 19 février 1856 - Poln Nettkow 23 août 1912), marié à trois reprises : d'abord en 1877 avec Dorothée Schirmer (divorcés en 1884), puis en 1885 avec Elfriede von Krane (divorcés en 1892) et enfin avec Catherine Billig.
- Guillaume (Schönbuhl, Suisse 16 novembre 1861 - Dresde 17 février 1929), lequel épouse en 1894 Frede-Marie burgrave et comtesse zu Dohna-Schlodien, fille d'Adolf zu Dohna-Schlodien.

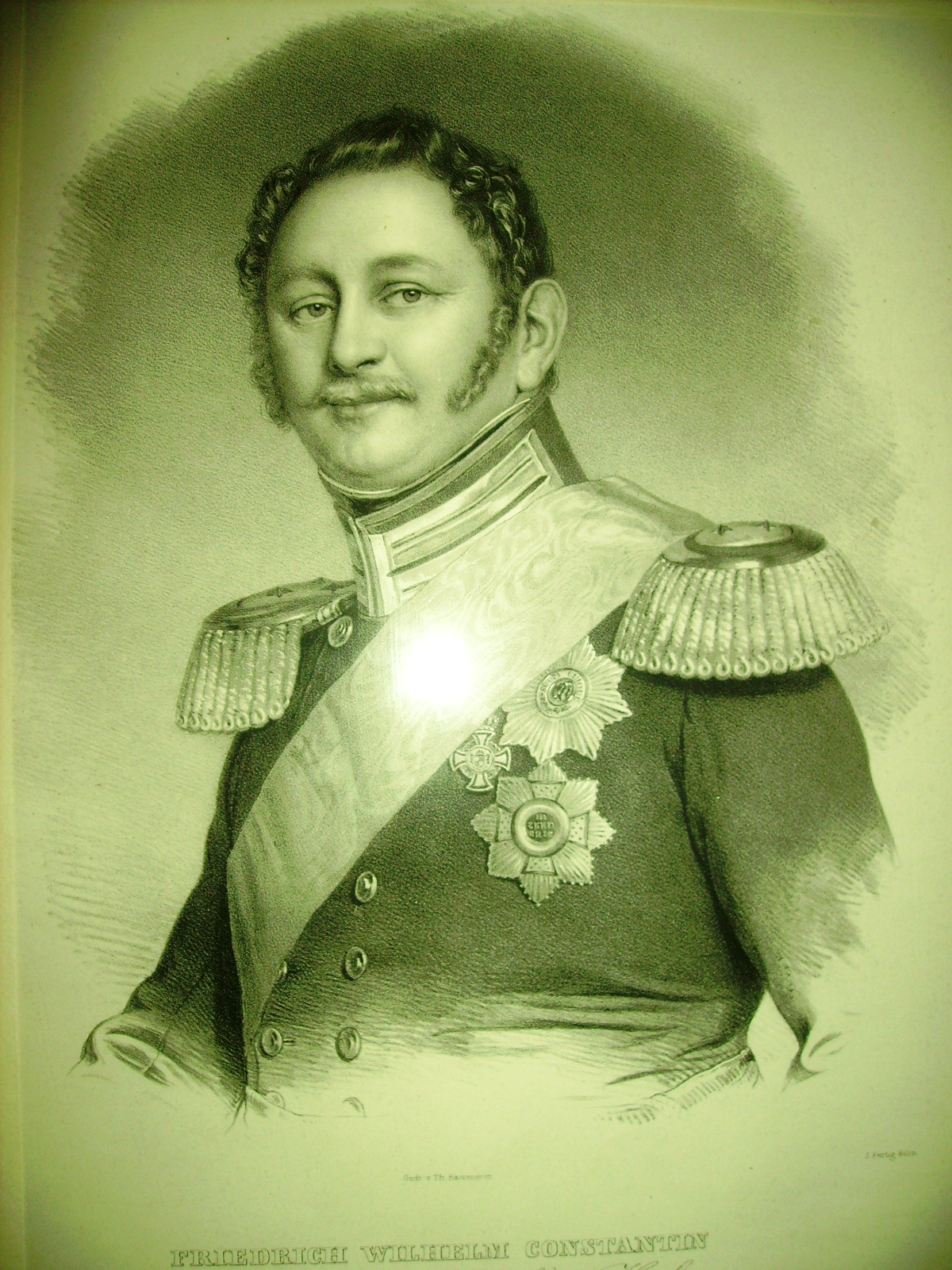
Constantin de Hohenzollern-Hechingen

## Biographie
À la mort de sa mère Constantin de Hohenzollern-Hechingen devint duc de Sagan. Le 7 décembre 1849 il cède au roi de Prusse, Frédéric-Guillaume IV, la principauté de Hohenzollern-Hechingen contre une rente viagère de 10 000 thalers. À cette date, il acquiert les prérogatives d'un prince de la famille royale prussienne à Löwenberg en Silésie.
Passionné de musique, il participe grandement à la création de l'association allemande de musique.
Il meurt le 3 septembre 1869 dans sa propriété en Silésie. Il est inhumé à l'église Saint-Jacques de Hechingen aux côtés de sa première épouse.

## Généalogie
Constantin de Hohenzollern-Hechingen appartient à la quatrième branche (lignée de Hohenzollern-Hechingen) issue de la première branche de la Maison de Hohenzollern. Cette quatrième lignée appartient à la branche souabe de la dynastie de Hohenzollern, elle s'éteint avec lui en 1869.

## Distinctions
- Cofondateur de l'ordre de Hohenzollern (5 décembre 1841).